# Szczelina przy Zawieszonej Skale I
Szczelina przy Zawieszonej Skale I – jaskinia w Dolinie Kościeliskiej w Tatrach Zachodnich. Ma dwa otwory wejściowe znajdujące się w północnym zboczu masywu Kominiarskiego Wierchu, przy żlebie Żeleźniak, na wysokości 1402 i 1390 metrów n.p.m., w pobliżu Szczeliny przy Zawieszonej Skale II. Długość jaskini wynosi 30 metrów, a jej deniwelacja 13,5 metra. 

Główne wejście do jaskini znajduje się za kilkudziesięciometrową turnią oderwaną od skalnych ścian u ich podstawy nazwanej Zawieszoną Skałą – stąd jej nazwa. 

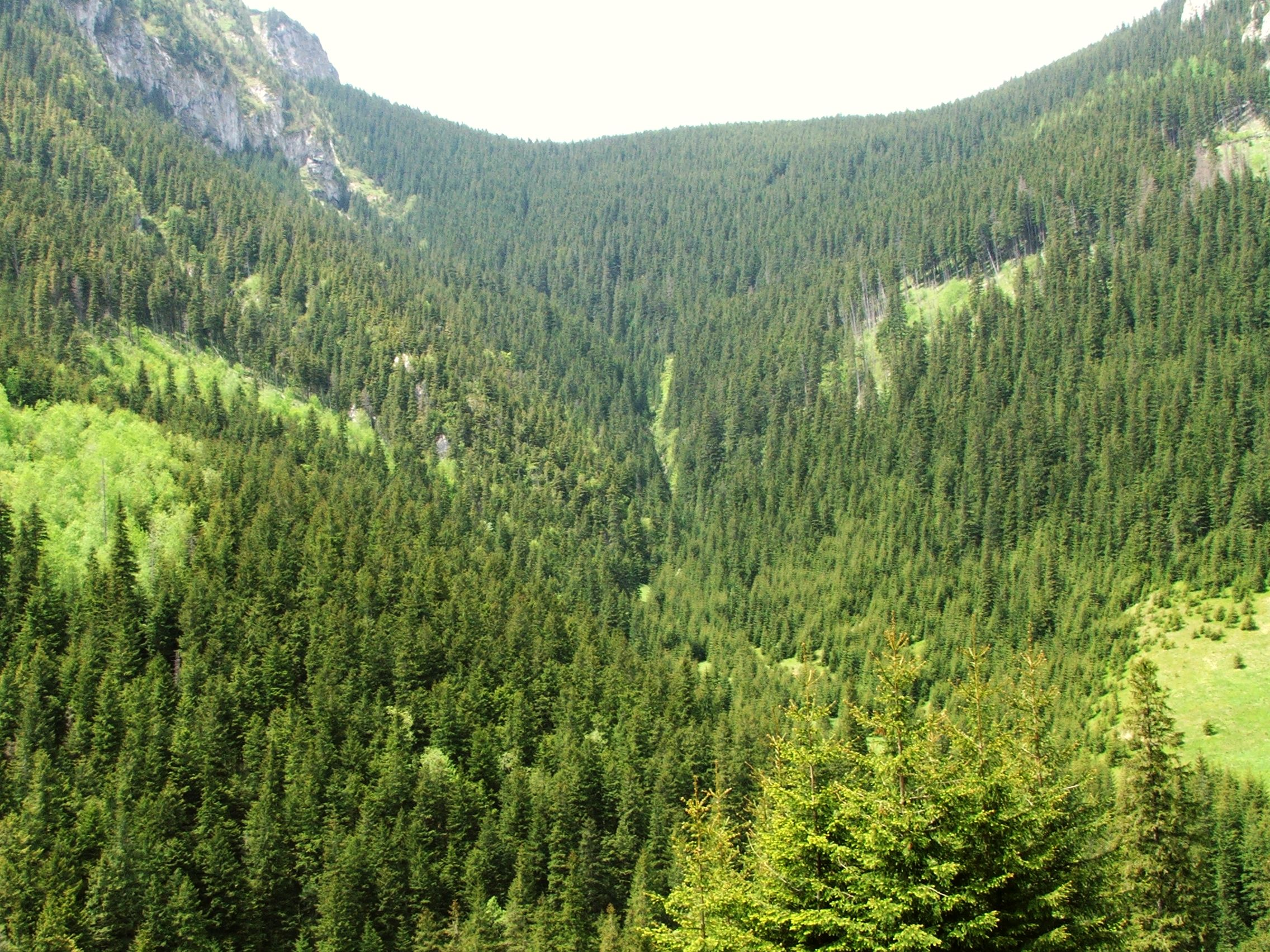
Żleb Żeleźniak. Widok z Hali Pisanej

## Opis jaskini
Jaskinię stanowi nachylona ku północy szczelina. Od otworu dolnego 13-metrowy korytarzyk prowadzi w górę do rozgałęzienia. Stąd prosto, a potem w prawo, idzie ciąg kończący się szczeliną, natomiast w górę przez próg dochodzi się do otworu górnego.

## Przyroda
W jaskini brak jest nacieków. Ściany są mokre, pokrywają je glony.

## Historia odkryć
Jaskinia została odkryta 6 lipca 1979 rok przez M. i R.M. Kardasiów.